# Filatura del cotone pettinato
La filatura del cotone pettinato è un tipo di filatura industriale che si applica a fibre di cotone di una certa lunghezza. Il suo prodotto è un filato di cotone  di alta qualità resistente, con aspetto lucido e poco peloso.

## Fasi della preparazione delle fibre[1]
Per ottenere un filato vi sono delle fasi di lavorazione che precedono la filatura vera e propria:
- Apertura delle balle: il disfacimento delle balle è ottenuto mediante una macchina chiamata ball breaker.
- Mischia: nella camera di mischia il cotone delle balle di diversa provenienza ma di tipologia di fibra similare, con omogeneità di lunghezza e finezza, viene miscelato per comporre diverse miscele, a seconda del filato che si intende ottenere.
- Apertura: effettuata con l'apritoio per eliminare le impurità.
- Battitura: l'azione combinata di un organo battitore e di un ventilatore permettono la pulitura dei fiocchi
- Cardatura: apre e sgroviglia e parallelizza le fibre di cotone, allo stesso tempo vengono eliminate le impurità (frammenti di vegetale e neps, fibre immature difficilmente districabili).
- Preparazione alla pettinatura: i nastri di cotone cardato vengono riuniti fino a formare una teletta arrotolata di circa 70 grammi metro e per alimentare la pettinatrice la quale è alimentata da 8 rotoli consecutivi.
- Pettinatura: vengono eliminate le fibre corte e ulteriori impurità e neps, produce un nastro di fibre pettinate composto da fibre parallele e dalla lunghezza omogenea. Dopo questa fase si è scartato circa il 28% della materia prima iniziale, le fibre corte scartate vengono utilizzate per la produzione di filati di minor pregio oppure per ovatte.
- Stiratura: viene fatto un accoppiamento e lo stiro dei nastri di pettinato le fibre vengono stirate e il nastro di cotone viene regolarizzato con un titolo uniforme su tutta la lunghezza.
- Preparazione su banco a fusi i nastri vengono stirati circa 10 volte e viene impressa una leggera torsione le fibre formano uno stoppino avvolto su una spola di circa 2 chilogrammi, tali spole serviranno per alimentare il filatoio.

## Fasi della filatura
- Filatura con filatoio ad anello: viene applicato uno stiro a seconda del titolo desiderato allo stesso tempo le fibre vengono torte con un sistema di rotazione fuso - anello e anellino, il quale ruotando per rivoluzione attorno al fuso sulla pista dell'anello ad una velocità fino a 22000 rpm minuto imprime la torsione alle fibre solitamente il senso della torsione è Z cioè destra ma in casi o per filati destinati alla maglieria viene utilizzata anche la torsione S (sinistra) allo stesso tempo il filo viene avvolto sul fuso del filatoio il quale ne può avere anche 1400.
- Filatura con compattazione: è una nuova tecnologia di filatura che compatta le fibre nella fase di stiro e permette di ottenere un filato di minore pelosità con una maggiore resistenza dinamometrica. Tale tipologia di filato è anche più resistente agli stress delle successive lavorazioni specialmente in fase di tessitura; ne consegue che i tessuti prodotti con tale tecnologia hanno un migliore aspetto e una maggiore resistenza all'usura nel tempo.

## Fasi di finitura
- Roccatura: i fusi di filato prodotti dal filatoio vengono svolti dalla roccatrice e riavvolti sotto forma di rocca che solitamente è di forma troncoconica e del peso che varia dai 900 grammi ai 3000 grammi, durante lo svolgimento il filo viene elettronicamente controllato (stribbiatura) vengono eliminate le imperfezioni e difettosità non tollerabili, i moderni impianti di controllo ottico capacitivi di stribbiatura permettono di eliminare sia i difetti di massa (ingrossamenti e assottigliamenti) sia le fibre di colore diverso: colorate o scure come peli animali o fibre estranee che andrebbero ad inquinare il tessuto nelle varianti bianche o chiare, eliminato il difetto il filo viene rigiuntato con un sistema splices (giunzione invisibile) a questo punto si avrà una rocca con una lunghezza di filato prestabilita e con durezza e densità corretta secondo l'utilizzo che ne verrà fatto; rocca soffice avvolta su tubetto in plastica se questa verrà tinta oppure dura avvolta su tubetto di cartone se verrà utilizzata come trama o ordito.

Il filo su rocca è ora pronto per la tessitura o ulteriori lavorazioni nobilitanti come: binatura, ritorcitura, gasatura e tintura.

## Tipologia di torsione
- Soffice S e Z per maglieria

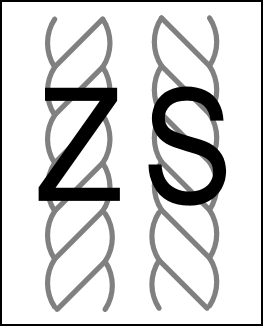
Torsione del filato a Z e a S

- Media Z per tessitura (S in casi speciali)
- Forte per tessitura
- Extraforte per tessuti crepe